# Huehuecoyotl

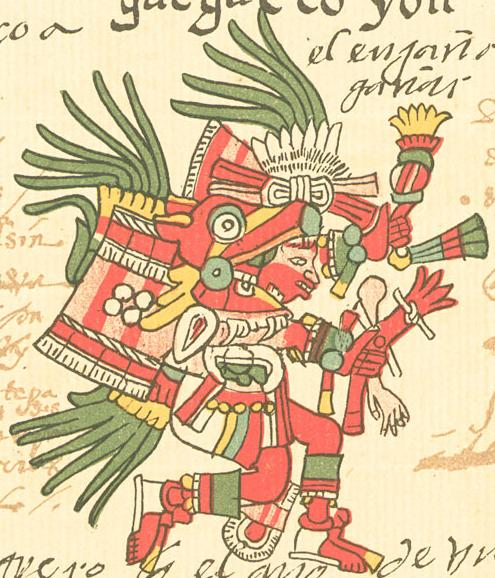
Huehuecoyotl

Huehuecoyotl est, (en nahuatl « vieux coyote »), dans la mythologie aztèque, le dieu personnifiant la vieillesse, la divinité de l'indulgence et du piège. Il est associé aux réjouissances et à la sexualité débridée. 
Il règne sur le signe du jour dans le calendrier aztèque appelé cuetzpallin (« lézard ») et le quatrième trecena Xochitl (« fleur » en nahuatl).
Les récits tirés du Codex Telleriano-Remensis décrivaient Huehuecóyotl comme un farceur bienveillant, dont les tours étaient souvent joués à d'autres dieux, voire à des humains, mais qui avaient tendance à se retourner contre lui et à causer plus de problèmes à lui-même qu'à ses victimes. Grand organisateur de fêtes, il était également réputé pour déclencher des guerres entre humains afin de tromper son ennui. Il appartenait à la famille des Tezcatlipoca (Miroir de Fumée), une famille de dieux mexicains, et avait donc hérité de leurs pouvoirs de métamorphose.
Ceux qui avaient des indications de mauvais sorts de la part d'autres dieux faisaient parfois appel à Huehuecóyotl pour atténuer ou inverser leur sort. Huehuecóyotl partage de nombreuses caractéristiques avec le coyote farceur des tribus nord-américaines, notamment la capacité de conteur et le chant choral. Il est également le dieu de la tromperie.